# Bothriopsis peruviana
Bothriopsis peruviana är en ormart som beskrevs av Boulenger 1903. Bothriopsis peruviana ingår i släktet Bothriopsis och familjen huggormar.
Enligt Reptile Database och IUCN är Bothriopsis peruviana ett synonym till Bothriopsis oligolepis (Bothrops oligolepis).